# Журомінський повіт
Журомінський повіт (пол. powiat żuromiński) — один з 37 земських повітів Мазовецького воєводства Польщі.
Утворений 1 січня 1999 року в результаті адміністративної реформи.

## Загальні дані
Повіт знаходиться у північно-західній частині воєводства.
Адміністративний центр — місто Журомін.
Станом на 1.01.2008 населення становить 39 969 осіб, площа 806,6 км².

## Демографія
Демографічні дані повіту станом на 30.06.2005:
|       | Всього | Всього | Жінки  | Жінки | Чоловіки | Чоловіки |
| ----- | ------ | ------ | ------ | ----- | -------- | -------- |
|       | осіб   | %      | осіб   | %     | осіб     | %        |
| Повіт | 40 305 | 100    | 20 434 | 50,7  | 19 871   | 49,3     |
| Міста | 10 606 | 100    | 5468   | 51,6  | 5138     | 48,4     |
| Села  | 29 699 | 100    | 14 966 | 50,4  | 14 733   | 49,6     |